# 俊思集團
俊思集團有限公司，簡稱俊思集團（英語：ImagineX Group），在1992年，由創辦人黃卿美於總部香港成立前身「俊思有限公司」（現時「ImagineX Beauty Limited」），其業務在大中華及東南亞高級零售、品牌管理及分銷，現時由吳光正私人持有連卡佛載思集團旗下。运营商场包括海洋中心、海港城、海运大厦、港威大厦、荷里活广场、时代广场、卡佛大厦、食通天、金钟廊、新联邦大楼商场、美美百货。
在2000年，該公司和菲拉格慕合資大中華區經營及管理約70多間的菲拉格慕零售商舖。
2008年，該公司被美國蔻馳宣布收购俊思代理的香港、澳门以及中国内地的Coach零售业务。
2016年1月29日，該公司創辦人黃卿美宣佈退休。

## 連結
- imaginex.com（页面存档备份，存于）